# Claire Castillon

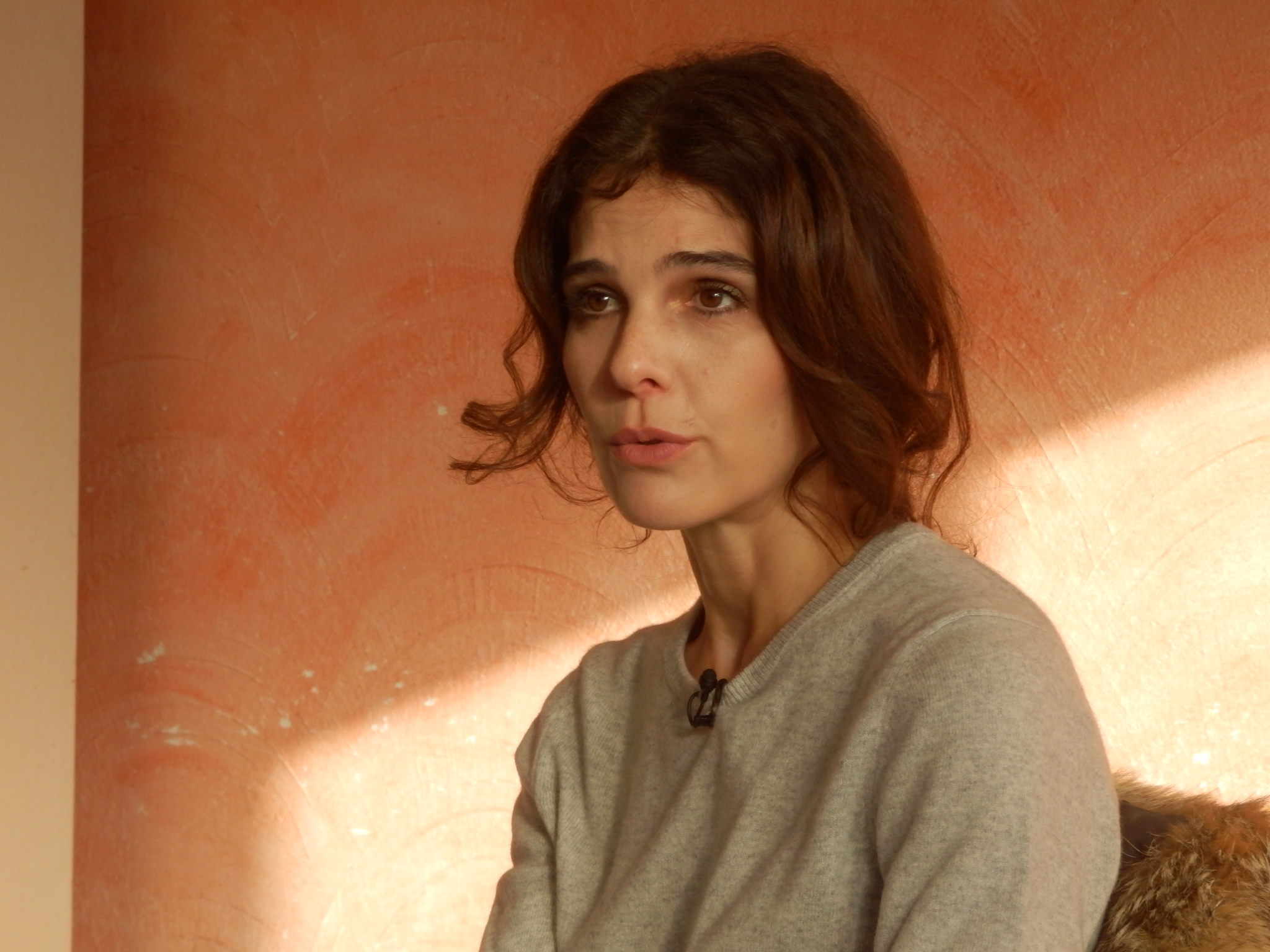
Claire Castillon (2018)

Claire Castillon (* 25. Mai 1975 in Boulogne-Billancourt, Frankreich) ist eine französische Schriftstellerin. Sie hat bisher 13 Romane, 11 Jugendromane und 6 Erzählbände veröffentlicht. Außerdem schrieb sie Drehbücher, unter anderem eines zu ihrem Roman Je prends racine (zusammen mit der Regisseurin Marion Vernoux). 2003 wurde ihr bisher einziges Theaterstück aufgeführt.
Castillon ist verheiratet und hat eine Tochter. Sie lebt in der Nähe von Fontainebleau.

## Auszeichnungen
- 2004: Grand Prix Thyde Monnier
- 2015: Prix Marie-Claire du roman féminin
- 2018: Prix du concours L’Échappée littéraire
- 2022: Prix Vendredi

## Werke

### Romane
- Le grenier, 2000
  - Verschlungen. Orgler, Frankfurt am Main 2001, ISBN 3-934234-33-X.
- Je prends racine, 2001
  - Ich schlage Wurzeln. Diana, München 2003, ISBN 3-453-86951-6.
- La Reine Claude, 2002
- Pourquoi tu m’aimes pas?, 2003
- Vous parler d’elle, 2004
- Dessous, c’est l’enfer, 2008
- Les Cris, 2010
- Les Merveilles, 2012
- Eux, 2014
- Les Pêchers, 2015
- Ma grande, 2018
- Marche blanche, 2020
- Son empire, 2021

### Erzählungen
- Insecte, 2006
  - Giftspritzen. Rabenschwarze Erzählungen über Mütter und Töchter. Piper, München 2007, ISBN 978-3-492-27131-8.
- On n’empêche pas un petit cœur d’aimer, 2007
  - Liebesbisse. Rabenschwarze Erzählungen über Männer und Frauen. Piper, München 2008, ISBN 978-3-492-27150-9.
- Les Bulles, 2010
- Les Couplets, 2013
- Les Messieurs, 2016
- Rebelles, un peu, 2017

### Jugendromane
- Tous les matins depuis hier, 2013
- Un maillot de bain une pièce avec des pastèques et des ananas, 2014
- Tu es mignon parce que tu es un peu nul, 2014
- Cucu, 2015
- Y a-t-il quelqu’un dans Casimir?, 2016
- Les Piqûres d’Abeille, 2017
- Proxima du Centaure, 2018
- Miss Crampon, 2019
- River, 2019
- L’Âge du fond des verres, 2021
- Les Longueurs, 2022

### Theaterstück
- La Poupée qui tousse: Théâtre de l’Opprimé, Paris 2003